# Thalassodes unicolor
Thalassodes unicolor là một loài bướm đêm trong họ Geometridae.